# Avalon Airport

i8
i11
i13
Der Flughafen Avalon (englisch Avalon Airport, IATA-Code: AVV, ICAO-Code: YMAV) ist ein australischer Verkehrsflughafen nahe der Stadt Geelong und ungefähr 50 Kilometer südwestlich von Melbourne. Es werden nationale Ziele bedient.